# Maskenzug-Polka
Maskenzug-Polka (Maskeradtåg-Polka), op. 240, är en polka-française av Johann Strauss den yngre. Den framfördes första gången den 14 oktober 1860 i Pavlovsk i Ryssland.

## Historia
Maskenzug-Polka komponerades i Ryssland och spelades första gången den 14 oktober 1860 i Pavlovsk utanför Sankt Petersburg (tillsammans med polkamazurkan Fantasieblümchen). Enligt konsertprogrammet var polkans titel ursprungligen Trot-Polka och tillägnad "Kejsar Alexander II:s kyrassiärregemente". Det var under det namnet som förläggaren A.Büttner publicerade den ryska upplagan av verket, men eftersom den entusiastiska ryska publiken i Pavlovsk hade för vana att stampa fötterna till dess rytm döptes den lokalt om till Trapp-Polka (Stamp-Polka). 

### Andra versionen
Den 25 november 1860 gavs det invånarna i Wien två tillfällen att höra Johann Strauss och hans orkester framföra den nya polkan. På eftermiddagen framfördes polkan i Volksgarten (även här spelades Fantasieblümchen för första gången i Wien) och på kvällen i Redouten-Saal i Hofburg. Det senare tillfället var en maskerad där Strauss förläggare Carl Haslinger påpassligt not hade arrangerat ett maskeradtåg bestående av skulptörer, målare och arkitekter utklädda i groteska kostymer och masker. Haslinger behöll titeln Maskenzug-Polka när han gav ut polkan den 13 januari 1861.

## Om polkan
Speltiden på den första versionen är ca 2 minuter och 24 sekunder, den andra versionen på ca 3 minuter och 54 sekunder plus minus några sekunder beroende på dirigentens musikaliska tolkning.